# Mercato Cilento
Mercato Cilento is een plaats (frazione) in de Italiaanse gemeente Perdifumo.